# Équipe du Danemark masculine de handball aux Jeux olympiques d'été de 2016
Cet article relate le parcours de l'Équipe du Danemark de handball masculin lors des Jeux olympiques de 2016 organisé au Brésil. Il s'agit de la 7e participation du Danemark aux Jeux olympiques.
Le Danemark remporte son premier titre olympique en détrônant la France, double tenante du titre, 28-26 en finale le 21 août 2016

## Maillots
L'équipe du Danemark porte pendant les Jeux de Rio de Janeiro un maillot confectionné par l'équipementier Puma.
| Couleurs         | Rouge et blanc    |
| Marque           | Puma              |
| Maillot domicile | Maillot extérieur |

## Matchs de préparation
L'équipe du Danemark a disputé, les 22 et 24 juillet 2016, deux matchs de préparation à l’occasion de l'Eurotournoi à Strasbourg : le vendredi 22 juillet où le Danemark bat l'Allemagne à l'occasion des demi-finales et se hisse en finale, le dimanche 24 juillet où la sélection danoise se font battre par France et termine finaliste de la compétition.
| Équipe 1 | Résultat | Équipe 2  |
| -------- | -------- | --------- |
| Danemark | 26-26    | Brésil    |
| Danemark | 25-19    | Allemagne |
| France   | 29-25    | Danemark  |
| Brésil   | Annulé   | Danemark  |
| Slovénie | 22-21    | Danemark  |

## Résultats

### Qualifications
Cinquième du Championnat du monde masculin de handball 2015, la Croatie décroche un billet pour un Tournoi mondial de qualification olympique 2016 (TQO).
Se trouvant dans le tournoi 3 qu'il organise dans la ville de Herning, le tournoi voit s'opposer donc le Danemark, la Croatie, la Norvège et le Bahreïn.
|   | Équipe       | Pts | J | G | N | P | Bp | Bc | Diff |
| - | ------------ | --- | - | - | - | - | -- | -- | ---- |
| 1 | Danemark (H) | 5   | 3 | 2 | 1 | 0 | 79 | 73 | 6    |
| 2 | Croatie      | 4   | 3 | 2 | 0 | 1 | 84 | 71 | 13   |
| 3 | Norvège      | 3   | 3 | 1 | 1 | 1 | 81 | 81 | 0    |
| 4 | Bahreïn      | 0   | 3 | 0 | 0 | 3 | 75 | 94 | -19  |

(H) : pays hôte

### Résultats détaillés
Remarque : toutes les heures sont locales (UTC−3). En Europe (UTC+2), il faut donc ajouter 5 heures.

#### Groupe A
|   | Équipe    | Pts | J | G | N | P | Bp  | Bc  | Diff | Dép |
| - | --------- | --- | - | - | - | - | --- | --- | ---- | --- |
| 1 | Croatie   | 8   | 5 | 4 | 0 | 1 | 147 | 134 | 13   | +1  |
| 2 | France    | 8   | 5 | 4 | 0 | 1 | 152 | 126 | 26   | -1  |
| 3 | Danemark  | 6   | 5 | 3 | 0 | 2 | 136 | 127 | 9    | -   |
| 4 | Qatar     | 5   | 5 | 2 | 1 | 2 | 122 | 127 | -5   | -   |
| 5 | Argentine | 2   | 5 | 1 | 0 | 4 | 110 | 126 | -16  | -   |
| 6 | Tunisie   | 1   | 5 | 0 | 1 | 4 | 118 | 145 | -27  | -   |

|  | Qualifié pour les quarts de finale                                                                                     |
|  | Éliminé |
|  | Pts points ; J joués ; G victoires ; N nuls ; P défaites BP buts marqués ; BC buts encaissés ; Diff différence de buts |

| 7 août 2016 14 h 40 | Danemark       | 25 - 19   | Argentine | Future Arena, Rio de Janeiro Arbitrage : Lah, Sok |
| 7 août 2016 14 h 40 | Hansen, Svan 6 | (10 - 10) | Simonet 7 | Future Arena, Rio de Janeiro Arbitrage : Lah, Sok |
| 7 août 2016 14 h 40 | ×3 ×4 ×1       | Rapport   | ×3        | Future Arena, Rio de Janeiro Arbitrage : Lah, Sok |

| 9 août 2016 14 h 40 | Tunisie   | 23 - 31   | Danemark          | Future Arena, Rio de Janeiro Arbitrage : Pinto, Menezes |
| 9 août 2016 14 h 40 | Jallouz 5 | (10 - 16) | Mortensen, Svan 8 | Future Arena, Rio de Janeiro Arbitrage : Pinto, Menezes |
| 9 août 2016 14 h 40 | ×1 ×2 ×1  | Rapport   | ×3                | Future Arena, Rio de Janeiro Arbitrage : Pinto, Menezes |

| 11 août 2016 14 h 40 | Danemark | 24 - 27   | Croatie   | Future Arena, Rio de Janeiro Arbitrage : Geipel, Helbig |
| 11 août 2016 14 h 40 | Svan 9   | (12 - 15) | Duvnjak 8 | Future Arena, Rio de Janeiro Arbitrage : Geipel, Helbig |
| 11 août 2016 14 h 40 | ×2 ×3    | Rapport   | ×4 ×5     | Future Arena, Rio de Janeiro Arbitrage : Geipel, Helbig |

| 13 août 2016 14 h 40 | Danemark | 26 - 25   | Qatar      | Future Arena, Rio de Janeiro Arbitrage : Rashed, El-Sayed |
| 13 août 2016 14 h 40 | Svan 7   | (14 - 14) | Marković 7 | Future Arena, Rio de Janeiro Arbitrage : Rashed, El-Sayed |
| 13 août 2016 14 h 40 | ×4 ×5 ×1 | Rapport   | ×3         | Future Arena, Rio de Janeiro Arbitrage : Rashed, El-Sayed |

| 15 août 2016 14 h 40 | France     | 33 - 30   | Danemark | Future Arena, Rio de Janeiro Arbitrage : Lah, Sok |
| 15 août 2016 14 h 40 | Narcisse 8 | (17 - 16) | Hansen 8 | Future Arena, Rio de Janeiro Arbitrage : Lah, Sok |
| 15 août 2016 14 h 40 | ×2 ×3      | Rapport   | ×3 ×5    | Future Arena, Rio de Janeiro Arbitrage : Lah, Sok |

#### Quart de finale
| 17 août 2016 17 h 00 | Danemark       | 37 - 30   | Slovénie       | Future Arena, Rio de Janeiro Affluence : 7 435 Arbitrage : Raluy López, Sabroso Ramírez |
| 17 août 2016 17 h 00 | Svan, Hansen 8 | (16 - 13) | Janc, Bezjak 6 | Future Arena, Rio de Janeiro Affluence : 7 435 Arbitrage : Raluy López, Sabroso Ramírez |
| 17 août 2016 17 h 00 | ×3 ×5          | Rapport   | ×4 ×8          | Future Arena, Rio de Janeiro Affluence : 7 435 Arbitrage : Raluy López, Sabroso Ramírez |

#### Demi-finale
| 19 août 2016 20 h 30 | Pologne    | 28 - 29   | Danemark  | Future Arena, Rio de Janeiro Affluence : 8 689 Arbitrage : Horáček, Novotný |
| 19 août 2016 20 h 30 | Bielecki 7 | (15 - 16) | Hansen 10 | Future Arena, Rio de Janeiro Affluence : 8 689 Arbitrage : Horáček, Novotný |
| 19 août 2016 20 h 30 | ×4 ×3      | Rapport   | ×3        | Future Arena, Rio de Janeiro Affluence : 8 689 Arbitrage : Horáček, Novotný |

#### Finale
| 21 août 2016 14 h 00 | Danemark | 28 - 26   | France   | Future Arena, Rio de Janeiro Affluence : 9 978 Arbitrage : Raluy López, Sabroso Ramírez |
| 21 août 2016 14 h 00 | Hansen 8 | (16 - 14) | Guigou 6 | Future Arena, Rio de Janeiro Affluence : 9 978 Arbitrage : Raluy López, Sabroso Ramírez |
| 21 août 2016 14 h 00 | ×2 ×4    | Rapport   | ×3 ×2    | Future Arena, Rio de Janeiro Affluence : 9 978 Arbitrage : Raluy López, Sabroso Ramírez |

## Statistiques et récompenses
Mikkel Hansen est élu meilleur joueur et meilleur arrière gauche du tournoi. Niklas Landin Jacobsen (gardien de but) et Lasse Svan Hansen (ailier droit) sont également dans l'équipe-type de la compétition.
Avec 54 buts marqués, Mikkel Hansen est le 2e meilleur buteur, à une unité de Karol Bielecki. Lasse Svan Hansen est quant à lui 3e avec 49 buts.